# Güesa/Gorza
Güesa/Gorza (spanisch Güesa, baskisch Gorza) ist ein Ort und eine Gemeinde im gemischtsprachigen Teil der Autonomen Gemeinschaft Navarra mit 35 Einwohnern (Stand: 2024). Neben dem gleichnamigen Hauptort Güesa (Gorza) besteht die Gemeinde aus den Ortschaften Igal (Igari) und Ripalda (Erripalda).

## Lage
Güesa/Gorza liegt etwa 51 Kilometer östlich von Pamplona nahe der Grenze zwischen Frankreich und Spanien in einer Höhe von ca. 655 m.

## Sehenswürdigkeiten
- Stephanuskirche in Gorza
- Vinzenzkirche in Igal
- Kirche von Ripalda

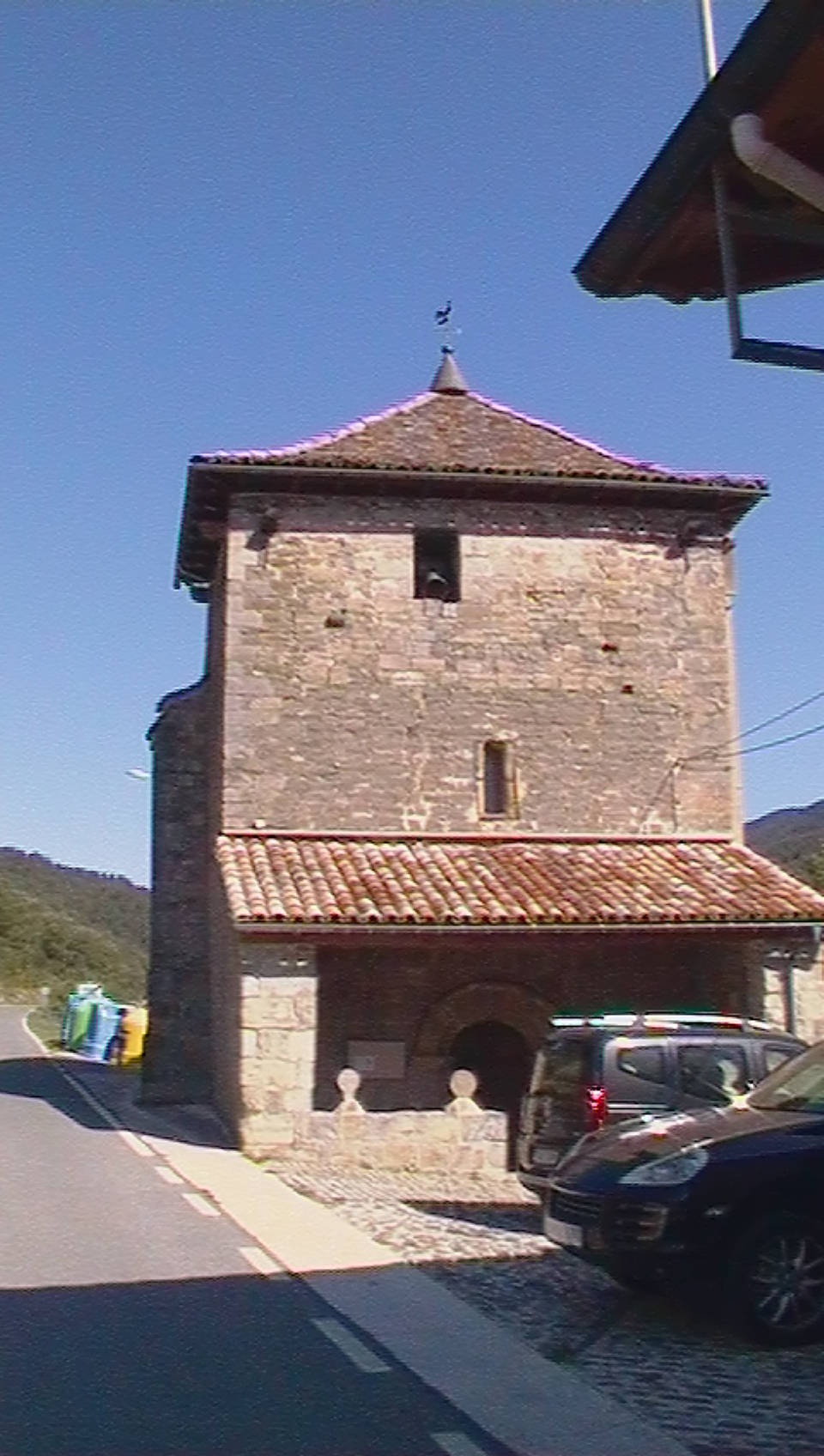
Vinzenzkirche